# Miloslav Charouzd
Miloslav Charouzd (15. srpna 1928 Praha – 25. června 2001 Praha) byl československý hokejový útočník (levé křídlo). Reprezentoval Československo na ZOH 1952 a na několika šampionátech, z nichž největší úspěch zaznamenal na MS 1949, na kterém získal současně světový a evropský titul.

## Kariéra
Rodilý Pražan, který začal hokejovou kariéru ve vyhlášeném pražském oddílu LTC Praha. V osmnácti letech přestoupil do HC Stadion Podolí, kde vydržel do jeho zrušení dvě sezóny, poté se vrátil do mateřského oddílu a opět na dva roky. Následovaly, jak jinak, dvě dvouletky, v Tatře Smíchov a v ATK Praha. V roce 1954 uskutečnil svůj poslední přestup, a to do Sparty Praha.
Na úspěšném šampionátu v roce 1949, kde získal zlaté medaile ale nenastoupil k žádnému zápasu. Měl to štěstí, že se nedostal na seznam nepohodlných hráčů, jeho kariéra mohla pokračovat i po roce 1950. A byla to právě nová generace, mezi jejichž opory patřil Miloslav Charouzd, dále např. Karel Gut, Vlastimil Bubník, Bronislav Danda, která se snažila navázat na úspěchy konce 40. let, ale které to nebylo souzeno, za což mohly i necitlivé a nesmyslné zásahy režimu, různé kádrování, nekonečné reorganizace hokejové ligy.
V reprezentaci odehrál 46 zápasů, ve kterých vstřelil 42 gólů.
Po skončení aktivní kariéry zůstal sportu věrný jako sportovní komentátor a také pravidelně spolupracoval s fotbalovo-hokejovým týdeníkem Gól.

## Zajímavost
Miloslav Charouzd patřil do skupiny předních poválečných hokejistů, kteří hráli na vrcholové úrovni také fotbal, v něm nastupoval ve 40. letech na postu záložníka za Bohemians Praha.

## Ocenění
- V roce 2010 byl uveden do Síně slávy českého hokeje.